# 해운대 그랜드 호텔
해운대 그랜드 호텔(영어: Haeundae Grand Hotel)은 대한민국 부산광역시 해운대구 우동에 존재했던 호텔이었다. 철거 상태로 건물의 형태조차 없어진 상태다.지하에 유명한 해운대 룸싸롱은 옆건물 오션타워 4층으로 이전 사명 더그랜드룸싸롱으로 오픈하였다. 